# Island Games
Island Games (pełna nazwa to obecnie NatWest Island Games – od nazwy sponsora NatWest) – międzynarodowa impreza sportowa organizowana co 2 lata organizowana przez International Island Games Association.

## Historia
Pierwsza edycja Island Games odbyła się w 1985 roku na wyspie Man jako Inter-Island Games. Początkowo miała być to tylko jednorazowa impreza. Geoffrey Corlett, który został pierwszym dyrektorem Island Games, zaprosił nie tylko wyspy otaczające Wielką Brytanię, ale także zachęcił do uczestnictwa kraje takie jak Islandia i Malta, Wyspy Owcze, Grenlandia, Wyspa Świętej Heleny, Wyspy Normandzkie i inne, w sumie 15 wysp. Festiwal był takim sukcesem, że postanowiono go kontynuować za dwa lata. Guernsey zostało drugim gospodarzem zawodów w 1987 roku. Island Games odbyły się później także na innych wyspach.

## Edycje imprezy

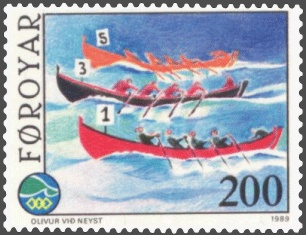
Znaczek pocztowy przedstawiający wioślarstwo z Island Games 1989

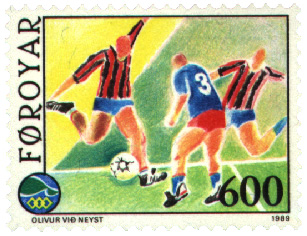
Piłka nożna z tego samego roku

| Rok  | Edycja | gospodarz       | Kraj            | Rodzaj terytorium                 |
| ---- | ------ | --------------- | --------------- | --------------------------------- |
| 1985 | I      | Wyspa Man       | Wielka Brytania | Dependencja korony brytyjskiej    |
| 1987 | II     | Guernsey        | Wielka Brytania | Dependencja korony brytyjskiej    |
| 1989 | III    | Wyspy Owcze     | Dania           | terytorium autonomiczne Danii     |
| 1991 | IV     | Wyspy Alandzkie | Finlandia       | terytorium autonomiczne Finlandii |
| 1993 | V      | Wight           | Wielka Brytania | Hrabstwo ceremonialne Anglii      |
| 1995 | VI     | Gibraltar       | Wielka Brytania | Brytyjskie terytorium zamorskie   |
| 1997 | VII    | Jersey          | Wielka Brytania | Dependencja korony brytyjskiej    |
| 1999 | VIII   | Gotlandia       | Szwecja         | Region Szwecji                    |
| 2001 | IX     | Wyspa Man       | Wielka Brytania | Dependencja korony brytyjskiej    |
| 2003 | X      | Guernsey        | Wielka Brytania | Dependencja korony brytyjskiej    |
| 2005 | XI     | Szetlandy       | Wielka Brytania | Szkocka jednostka administracyjna |
| 2007 | XII    | Rodos           | Grecja          | Gmina Grecji                      |
| 2009 | XIII   | Wyspy Alandzkie | Finlandia       | terytorium autonomiczne Finlandii |
| 2011 | XIV    | Wight           | Wielka Brytania | Hrabstwo ceremonialne Anglii      |
| 2013 | XV     | Bermudy         | Wielka Brytania | Brytyjskie terytorium zamorskie   |
| 2015 | XVI    | Jersey          | Wielka Brytania | Dependencja korony brytyjskiej    |
| 2017 | XVII   | Gotlandia       | Szwecja         | Region Szwecji                    |
| 2019 | XVIII  | Gibraltar       | Wielka Brytania | Brytyjskie terytorium zamorskie   |
| 2023 | XIX    | Guernsey        | Wielka Brytania | Dependencja korony brytyjskiej    |

Źródło:

## Dyscypliny
Podczas Island Games odbywały się turnieje w 18 dyscyplinach sportowych, spośród których 14 znalazło się w programie Island Games 2005:
- obecne
  - badminton
  - gimnastyka
  - golf
  - kolarstwo
  - kręgle
  - lekkoatletyka
  - łucznictwo
  - piłka nożna
  - pływanie
  - siatkówka
  - squash
  - strzelectwo
  - tenis stołowy
  - żeglarstwo
- dawniejsze
  - judo
  - koszykówka
  - tenis
  - triatlon

## Klasyfikacja medalowa
| Poz. | Wyspa                                                           | złoto | srebro | brąz | Łącznie |
| 1    | Jersey                                                          | 418   | 408    | 387  | 1203    |
| 2    | Wyspa Man                                                       | 343   | 333    | 353  | 1029    |
| 3    | Guernsey                                                        | 335   | 349    | 363  | 1047    |
| 4    | Gotlandia                                                       | 208   | 173    | 170  | 551     |
| 5    | Wyspy Owcze                                                     | 162   | 155    | 183  | 500     |
| 6    | Wyspy Alandzkie                                                 | 153   | 160    | 134  | 447     |
| 7    | Wight                                                           | 150   | 138    | 182  | 470     |
| 8    | Kajmany                                                         | 65    | 44     | 49   | 158     |
| 9    | Sarema                                                          | 60    | 72     | 71   | 203     |
| 10   | Bermudy                                                         | 56    | 54     | 64   | 174     |
| 11   | Islandia                                                        | 50    | 45     | 41   | 136     |
| 12   | Rodos                                                           | 50    | 43     | 43   | 136     |
| 13   | Gibraltar                                                       | 44    | 48     | 74   | 166     |
| 14   | Szetlandy                                                       | 37    | 52     | 81   | 170     |
| 15   | Minorka                                                         | 28    | 25     | 33   | 86      |
| 16   | Orkady                                                          | 19    | 31     | 37   | 87      |
| 17   | Anglesey                                                        | 19    | 30     | 38   | 87      |
| 18   | Grecja                                                          | 15    | 19     | 26   | 58      |
| 19   | Wyspa Księcia Edwarda                                           | 6     | 6      | 9    | 21      |
| 20   | Malta                                                           | 6     | 2      | 2    | 10      |
| 21   | Hebrydy Zewnętrzne                                              | 3     | 5      | 13   | 21      |
| 22   | Sark                                                            | 2     | 8      | 6    | 16      |
| 23   | Falklandy                                                       | 1     | 5      | 11   | 17      |
| 24   | Hitra                                                           | 1     | 2      | 0    | 3       |
| 25   | Frøya                                                           | 1     | 1      | 2    | 4       |
| 26   | Alderney                                                        | 0     | 2      | 3    | 5       |
| 27   | Wyspa Świętej Heleny, Wyspa Wniebowstąpienia i Tristan da Cunha | 0     | 0      | 2    | 2       |

Źródło: